# Цинкат кобальта(II)
Цинкат кобальта(II) — неорганическое соединение, комплексный окисел металлов кобальта и цинка с формулой CoZnO2,
сине-зеленые кристаллы.

## Получение
- Прокаливание смеси оксида кобальта(II) и оксида цинка:

{\displaystyle {\mathsf {CoO+ZnO\ {\xrightarrow {1000-1100^{o}C}}\ CoZnO_{2}}}}

## Физические свойства
Цинкат кобальта(II) образует сине-зеленые кристаллы.

## Химические свойства
Цинкат кобальта (‖) растворяется в концентрированных серной и соляной кислотах. С концентрированной соляной кислотой (при нагревании) образует раствор с розовой окраской. При обыкновенной температуре разбавленные кислоты и щелочи на вещество не действуют. 

## Применение
- Сине-зеленый пигмент.